# Radiomuseet (Göteborg)
Radiomuseet er et museum i Göteborg, der viser den historiske udvikling indenfor radio, herunder radioamatører, privatejede radiostationer, militærradio, radio på skibe og kystradiostationer. Derudover beskæftiger museet sig med måleinstrumenter, mobiltelefoni og fjernsyn. Museet råder desuden over et håndbogsbibliotek.
Museet drives af Radiohistoriska föreningen i Västsverige og ligger på Hisingen, på Götaverkens gamle område på Lundbystrand.